# Team TreFor/Saison 2015
Dieser Artikel listet Erfolge und Fahrer des Radsportteams Team TreFor in der Saison 2015 auf.

## Erfolge in der UCI Europe Tour
| Datum     | Rennen                                       | Kat. | Sieger                 |
| --------- | -------------------------------------------- | ---- | ---------------------- |
| 19. April | 5. Etappe Tour du Loir-et-Cher               | 2.2  | Asbjørn Kragh Andersen |
| 9. Mai    | Hadeland Grand Prix                          | 1.2  | Søren Kragh Andersen   |
| 10. Mai   | Ringerike Grand Prix                         | 1.2  | Asbjørn Kragh Andersen |
| 17. Mai   | 5. Etappe Flèche du Sud                      | 2.2  | Asbjørn Kragh Andersen |
| 24. Mai   | 3. Etappe Paris-Arras Tour                   | 2.2  | Asbjørn Kragh Andersen |
| 31. Mai   | 5. Etappe Tour des Fjords                    | 2.1  | Søren Kragh Andersen   |
| 7. Juni   | Dänische Meisterschaft – Straßenrennen (U23) | CN   | Jonas Gregaard         |

## Abgänge – Zugänge
| Zugänge                | Team 2014                   | Abgänge                 | Team 2015                   |
| ---------------------- | --------------------------- | ----------------------- | --------------------------- |
| Sebastian Lander       | BMC Racing Team             | Rasmus Guldhammer       | Cult Energy Pro Cycling     |
| Asbjørn Kragh Andersen | Christina Watches-Kuma      | Rasmus Christian Quaade | Cult Energy Pro Cycling     |
| Alex Rasmussen         | Riwal Platform Cycling Team | Casper von Folsach      | Riwal Platform Cycling Team |
| Michael Olsson         | Team Ringeriks-Kraft        | Rasmus Mygind           | Riwal Platform Cycling Team |
| Jonas Gregaard         | Neoprofi                    | Aske Vorre              | Team ColoQuick              |
| Anders Hardahl         | Neoprofi                    | Frederik Plesner        | Karriereende                |
| Andreas Jeppesen       | Neoprofi                    | Mathias Møller Nielsen  | Unbekannt                   |
| Emil Vinjebo           | Cult Energy Vital Water     |                         |                             |

## Mannschaft
| Name                   | Geburtstag       | Nationalität |
| ---------------------- | ---------------- | ------------ |
| Asbjørn Kragh Andersen | 9. April 1992    | Dänemark     |
| Søren Kragh Andersen   | 10. August 1994  | Dänemark     |
| Patrick Clausen        | 2. Juli 1990     | Dänemark     |
| Daniel Foder           | 7. April 1983    | Dänemark     |
| Jonas Gregaard         | 30. Juli 1996    | Dänemark     |
| Anders Hardahl         | 3. Mai 1996      | Dänemark     |
| Andreas Jeppesen       | 21. Juli 1996    | Dänemark     |
| Sebastian Lander       | 11. März 1991    | Dänemark     |
| Michael Olsson         | 4. März 1986     | Schweden     |
| Mark Pedersen          | 6. November 1991 | Dänemark     |
| Mads Rahbek            | 19. Oktober 1995 | Dänemark     |
| Alex Rasmussen         | 9. Juni 1984     | Dänemark     |
| Thomas Riis            | 31. August 1992  | Dänemark     |
| Emil Vinjebo           | 24. März 1994    | Dänemark     |